# Andapa (stad)
Andapa is een stad in Madagaskar, gelegen in de regio Sava. De stad telt 20.460 inwoners (2005).

## Geschiedenis
Tot 1 oktober 2009 lag Andapa in de provincie Antsiranana. Deze werd echter opgeheven en vervangen door de regio Sava. Tijdens deze wijziging werden alle autonome provincies opgeheven en vervangen door de in totaal 22 regio's van Madagaskar.

## Infrastructuur
Naast het basisonderwijs biedt de stad zowel middelbaar als hoger onderwijs aan. 

## Economie
Landbouw en veeteelt bieden werkgelegenheid aan respectievelijk 80% en 0,5% van de beroepsbevolking. Het belangrijkste gewas in Andapa is rijst, terwijl andere belangrijke producten bonen, tomaten en vanille betreffen. In de industriële en dienstensector werkt respectievelijk 1,5% en 10% van de bevolking.

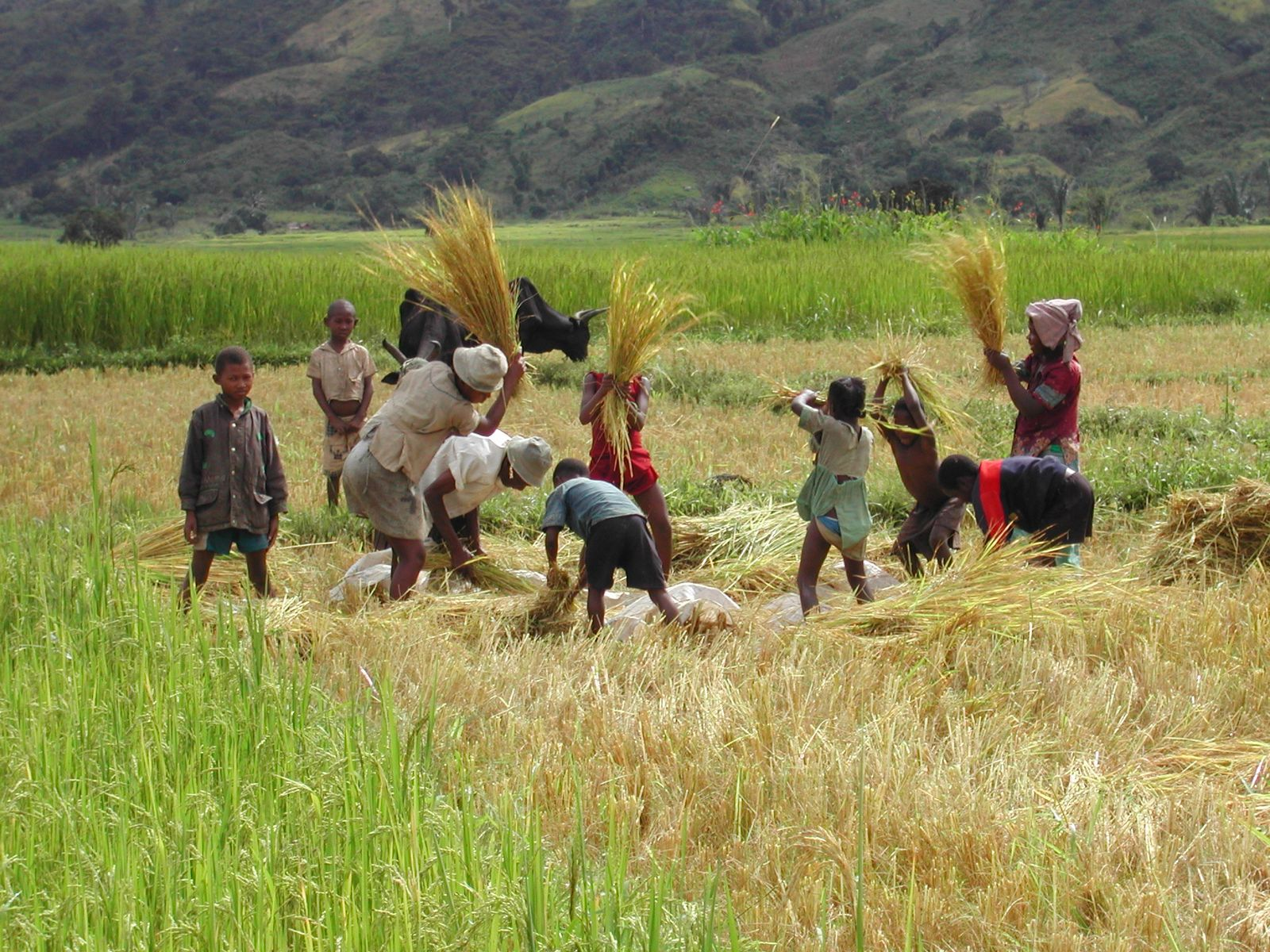
Oogsten van rijst in Andapa